# Rue des Petits-Hôtels
La rue des Petits-Hôtels est une rue du 10e arrondissement de Paris.

## Situation et accès
Ce site est desservi par la ligne 7 à la station Poissonnière et par les lignes 4, 5 et 7 à la station Gare de l'Est.

## Origine du nom
Elle doit son nom aux petits hôtels symétriques qui y furent alors construits.

## Historique
La rue est ouverte sur l'ancien clos Saint-Lazare, de la place Charles-X, la rue de Dunkerque, au point de jonction de cette dernière avec la Rue Lafayette, et prend sa dénomination actuelle, par ordonnance royale du 31 janvier 1827 : 

## Bâtiments remarquables et lieux de mémoire
La voie donne son nom au huitième titre de l'album Paris ailleurs d'Étienne Daho.
- Au no 6, lieu de naissance d'André Helbronner, physicien, chimiste, inventeur français et résistant, mort le 14 mars 1944 en déportation au camp de concentration de Buchenwald. Ancienne maison close fermée avant guerre[réf. souhaitée].
- Au no 11, siège du parti Les Écologistes.
- Au no 17, temple protestant de La Rencontre, fondé en 1862.
- Au no 21, école Bernard-Palissy, fondée en 1857 par le professeur Lequien.
- À son angle sud avec le boulevard de Magenta, marché Saint-Quentin.

Remarque : Dans son autobiographie, Histoires de ma vie, Éditions Albin Michel, 1975, page 50, l'acteur Jean Marais dit qu'il a habité durant sa jeunesse avec sa mère et son frère, sans préciser le numéro de la rue.